# Altenach
Altenach település Franciaországban, Haut-Rhin megyében. Lakosainak száma 378 fő (2022. január 1.). Altenach Manspach, Dannemarie, Ballersdorf, Saint-Ulrich, Chavanatte, Chavannes-les-Grands és Suarce községekkel határos.

## Népesség
A település népességének változása:
| Lakosok száma | 348  | 374  | 378  | 390  | 393  | 392  | 389  | 390  | 384  | 378  |
|               | 1910 | 2013 | 2015 | 2016 | 2017 | 2018 | 2019 | 2020 | 2021 | 2022 |